# Richard Grey, 1. Baron Grey of Codnor

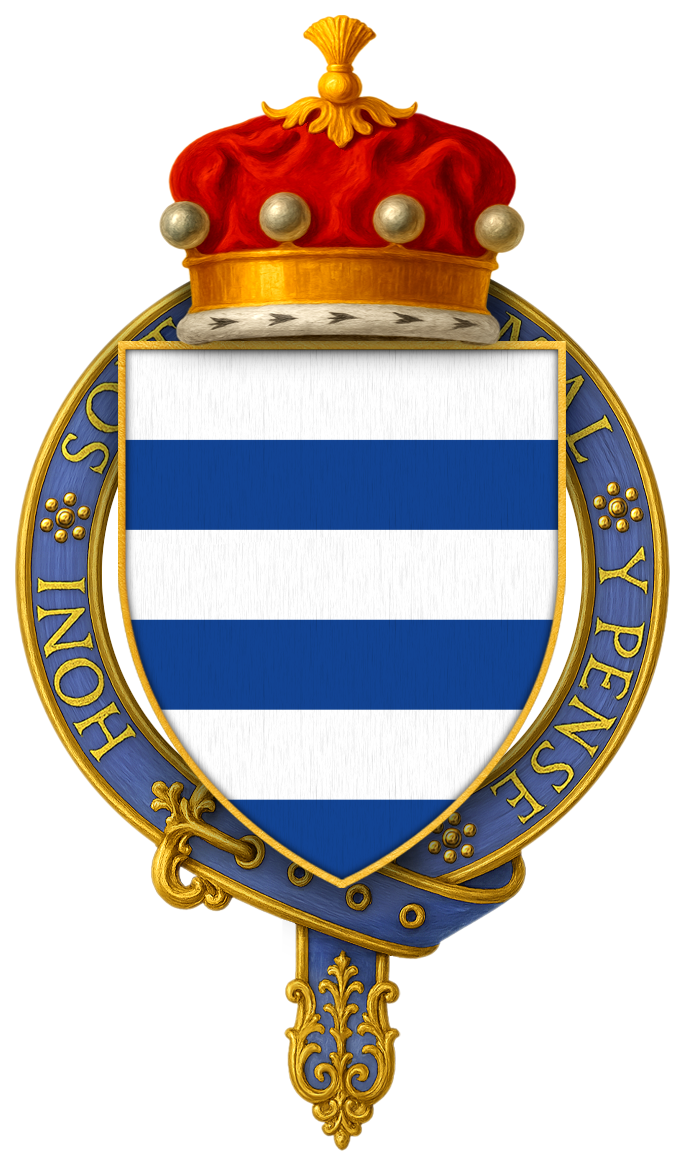
Wappen von Richard Grey, 1. Baron Grey of Codnor

Richard Grey, 1. Baron Grey of Codnor KG (auch Richard Grey, 4. Baron Grey of Codnor) (* um 1371; † 1. August 1418) war ein englischer Adliger, Militär und Diplomat. Er hatte wesentlichen Anteil an der Niederschlagung der Rebellion von Owain Glyndŵr und gehörte zu den führenden Vertrauten von König Heinrich IV.

## Herkunft und Erbe
Richard Grey entstammte der anglonormannischen Familie Grey. Er war der älteste Sohn von Sir Henry Grey und von dessen Frau Joan Cobham, einer Tochter von Reginald de Cobham, 1. Baron Cobham. Sein Vater war der älteste Sohn von John Grey, Lord of Codnor, starb aber bereits 1379, so dass Richard nach dem Tod seines Großvaters 1392 Codnor Castle mit weiteren Gütern in Derbyshire sowie verstreute Besitzungen in Kent und Essex erbte.

## Aufstieg als Militär und Diplomat
Von 1394 bis 1395 nahm Grey am ersten Feldzug von König Richard II. nach Irland teil, wofür ihm der König eine lebenslängliche Pension von 80 Mark gewährte. 1397 wurde er in das Parlament berufen, womit er den Titel Baron Grey of Codnor erhielt. Im Parlament diente er bis 1398 als Prüfer von Petitionen. Bereits sein Großvater Richard de Grey hatte unter John of Gaunt gedient. Als dessen Sohn 1399 den König stürzte und als Heinrich IV. neuer König wurde, schätzte dieser Greys Dienste als Militär und Diplomat. Vor September 1400 wurde Grey zum Kommandanten von Roxburgh Castle ernannt, womit er für die Verteidigung eines Abschnitts der Grenze zu Schottland verantwortlich wurde. Im April 1401 ernannte ihn der König zum Admiral der Küste Ostenglands zwischen der Themsemündung und der schottischen Grenze. Dafür erhöhte er die jährliche Pension Greys auf 100 Mark. Von 1401 bis 1402 gehörte Grey einer Gesandtschaft an, die während des Hundertjährigen Kriegs mit Frankreich verhandelte, und im Oktober 1402 gehörte er einer Kommission an, die mit dem walisischen Rebellen Owain Glyndŵr die Freilassung von Reginald Grey, 3. Baron Grey de Ruthin aushandelte. Drei Wochen zuvor war er zum Stellvertreter des Königs in Südwales ernannt worden, um die walisische Rebellion niederzuschlagen, und 1403 wurde er zum Justiciar von Südwales ernannt.

## Kampf gegen Owain Glyndŵr in Wales
Während der nächsten fünf Jahre war Grey überwiegend mit der Niederschlagung des walisischen Aufstands beschäftigt. Als sein Hauptquartier diente dabei vor allem Brecon. Im Mai 1405 konnte er die Rebellen in der Schlacht von Pwll Melyn bei Usk besiegen. Um 1404 wurde er in den Hosenbandorden aufgenommen. Bis 1407 blieb er Justiciar von Südwales, dazu diente er ab 1404 als Ratgeber und Chamberlain of the Household des Königs und von 1405 bis 1407 als stellvertretender Earl Marshal. 1405 konnte er in einem Streit mit Henry de Beaumont, 5. Baron Beaumont den Vorrang seines Titels gegenüber Beaumont behaupten. Dieser Streit gilt als der erste belegte derartige Streit zwischen zwei Baronen. Im November 1407 wurde er lebenslang zum Verwalter des Sherwood Forest und zum Constable von Nottingham Castle ernannt, wo König Jakob I. von Schottland und Gruffudd, der von ihm bei Pwll Melyn gefangen genommene Sohn von Owain Glyndŵr inhaftiert waren.

## Weiterer Dienst für Heinrich IV. und Heinrich V.
Greys enge Beziehung zu Heinrich IV. zeigt sich darin, dass er 1409 das Testament des Königs bezeugte, in dem der König auch Grey bedachte. Der König erhöhte seine jährliche Pension auf 400 Mark, deren lebenslange Zahlung vom Parlament 1410 beschlossen wurde. Im August 1412 wurde Grey zum Gouverneur von Fronsac in Aquitanien ernannt. In der Folge diente er den Königen häufig als Diplomat. 1412 verhandelte er als Botschafter über eine mögliche Heirat des Thronfolgers Heinrich mit Anna, einer Tochter von Herzog Johann von Burgund. Als Heinrich IV. 1413 starb, wurde Grey als Chamberlain of the Household abgelöst. Von 1414 bis 1415 gehörte er der Gesandtschaft an, die mit Frankreich über eine Verlängerung des Waffenstillstands und über eine Heirat des Königs mit Katharina von Valois verhandelten. Anschließend diente Grey wieder an der Grenze zu Schottland. Im Mai 1415 ernannte ihn der König zum Verteidiger der östlichen Scottish Marches, und im August verhandelte er mit Robert Stewart, 1. Duke of Albany, dem schottischen Regenten, über einen Waffenstillstand zwischen England und Schottland. Aufgrund dieser Verpflichtungen nahm er nicht am Feldzug des Königs nach Frankreich und an der Schlacht von Azincourt teil. 1417 nahm er jedoch am Feldzug des Königs in die Normandie teil. Dort wurde er im Oktober zum Kommandanten der Burg von Argentan ernannt. Vermutlich war er bei seinem Tod am 1. August 1418 immer noch in Frankreich. Er wurde im Karmeliterpriorat Aylesford Priory in Kent, der Familienstiftung der Greys, begraben.

## Familie und Nachkommen
Vor 1378 war Grey mit Elizabeth Basset († nach 1446), einer Tochter und Teilerbin von Ralph Basset, 1. Baron Basset de Sapcote aus Leicestershire verheiratet worden. Als Ralph Basset 1378 starb, erbte Grey über seine Frau umfangreiche Besitzungen in den östlichen Midlands. Mit seiner Frau hatte Grey mehrere Kinder, darunter:
- John Grey, 2. Baron Grey of Codnor (um 1396–1430)
- Henry Grey, 3. Baron Grey of Codnor (um 1405–1443)
- Elizabeth de Grey († 1460) ⚭ John la Zouche
- Eleanor de Grey ⚭ Sir Thomas Newport
- Lucy de Grey ⚭ Sir Rowland Lenthall

Sein Erbe wurde sein ältester Sohn John, nachdem dieser ohne männliche Nachkommen gestorben war, erbte 1430 der jüngere Sohn Henry den Titel.